# Eternal-the best love songs of female-
『Eternal-the best love songs of male-』（エターナル ザ・ベスト・ラブ・ソングス・オブ・フィーメイル）は、2008年10月22日にBMG JAPANより発売されたコンピレーション・アルバムである（BVCK-17056）。

## 概要
『永遠に聴き継がれる名曲』をコンセプトに、1980年代から1990年代までのヒット曲を多数収録したコンピレーションCD。本作は女性ボーカル曲を集めた女性編で、男性編の『Eternal-the best love songs of male-』が同時発売された。
BMG JAPANとユニバーサルミュージックの共同企画。

## 収録曲
1. 世界中の誰よりきっと：中山美穂＆WANDS（1992年）
「誰かが彼女を愛してる」主題歌
2. あなたに逢いたくて〜Missing You〜：松田聖子（1996年）
「ビートたけしのTVタックル」エンディングテーマ
3. 出逢った頃のように：Every Little Thing（1997年）
「森永製菓 ICE-BOX」CMソング
4. Miss You：今井美樹（1994年）
「禁断の果実」主題歌
5. ゆずれない願い：田村直美（1994年）
テレビアニメ「魔法騎士レイアース」オープニングテーマ
6. 月のしずく：RUI（2003年）
映画「黄泉がえり」主題歌
7. TOMORROW：岡本真夜（1995年）
「セカンド・チャンス」主題歌
8. サイレント・イヴ：辛島美登里（1990年）
「クリスマス・イブ」主題歌
9. DEPARTURES：globe（1996年）
「JR東日本 JR Ski Ski」CMソング
10. 今を抱きしめて：NOA（1994年）
「徹底的に愛は…」主題歌
11. 天使の休息：久松史奈（1992年）
「綺麗になりたい」主題歌
12. ZUTTO：永井真理子（1990年）
「邦ちゃんのやまだかつてないテレビ」エンディングテーマ
13. 夢をあきらめないで：岡村孝子（1987年）
「武蔵高等予備校」CMソング
14. 会いたい：沢田知可子（1990年）
「トゥナイト」エンディングテーマ
15. う、ふ、ふ、ふ、：EPO（1983年）
「資生堂'83春」キャンペーンソング
16. 恋におちて -Fall in love-：小林明子（1985年）
「金曜日の妻たちへ」主題歌